# Didelphis aurita
Didelphis aurita e вид опосум от семейство Didelphidae. Видът обитава райони в Бразилия, Аржентина и Парагвай. Храни се с плодове, червеи и насекоми. Обитават девствени тропически и вторично израсли след обезлесяване на райони гори. Живеят и в близост до селища и фрагментирани гористи местности.